# Czujnik fazy wtrysku
Czujnik fazy wtrysku jest elementem, który wspólnie z czujnikiem prędkości obrotowej i czujnikiem GMP wysyła do elektronicznego urządzenia sterującego sygnały umożliwiające dokładne określenie położenia obrotowego wału rozrządu i wału korbowego. Na tej podstawie elektroniczne urządzenie sterujące systemu wtryskowo-zapłonowego spalinowego silnika tłokowego rozpoznaje odpowiednie cylindry i pozwala dokładnie określić chwilę wtrysku i zapłonu.
Jest on stosowany w systemach sekwencyjnego wtrysku, nie występuje w układach wtrysku jednopunktowego.